# Holstebro Kommune
|  | For Holstebro Kommune før kommunalreformen i 2007, se Holstebro Kommune (1970-2006). |
Holstebro Kommune er en kommune i Region Midtjylland efter Kommunalreformen i 2007. Allerede den 15. november 2005 blev kommunalbestyrelsen/sammenlægningsudvalget valgt. Den første borgmester blev venstremanden Arne Lægaard, fra Holstebro, der i 2010 blev afløst af H.C. Østerby fra Socialdemokraterne.
Holstebro Kommune opstod ved sammenlægning af flg.:
- Holstebro Kommune (1970-2006)
- Ulfborg-Vemb Kommune
- Vinderup Kommune inklusive Mogenstrup

Forligspartierne stillede krav om en afstemning i Mogenstrup i Vinderup Kommune, hvor borgerne valgte Holstebro frem for Skive.
3. december 2015 – samme dag som folkeafstemningen om retsforbeholdet – blev der afholdt en folkeafstemning om kommunesammenlægning mellem Holstebro Kommune og Struer Kommune der endte med nej i begge kommuner.

## Største byer
| Kommunens største byer |               |                   |
| Nr                     | By            | Indbyggere (2025) |
| 1                      | Holstebro     | 37.487            |
| 2                      | Vinderup      | 3.055             |
| 3                      | Ulfborg       | 2.004             |
| 4                      | Tvis          | 1.378             |
| 5                      | Vemb          | 1.238             |
| 6                      | Nørre Felding | 731               |
| 7                      | Sevel         | 512               |
| 8                      | Skave         | 508               |
| 9                      | Borbjerg      | 458               |
| 10                     | Krunderup     | 422               |
| 11                     | Idom          | 400               |
| 12                     | Ejsing        | 301               |
| 13                     | Thorsminde    | 280               |
| 14                     | Herrup        | 260               |
| 15                     | Hvam Mejeriby | 238               |

## Politik

### Mandatfordeling
| 8 | 3 |  | 2 |  |  | 11 |

| 22 | 5 |

| 8 | 2 | 3 | 3 | 3 | 8 |

| 20 | 7 |

| 13 |  |  | 2 | 10 |

| 20 | 7 |

| 12 | 2 |  |  | 2 | 9 |

| 20 | 7 |

| 11 | 2 | 2 | 2 |  | 9 |

| 20 | 7 |

### Nuværende byråd
| Navn                       | Parti                           |
| -------------------------- | ------------------------------- |
| H. C. Østerby (Borgmester) | Socialdemokratiet - 11 mandater |
| Klaus Flæng                | Socialdemokratiet - 11 mandater |
| Lene Dybdal                | Socialdemokratiet - 11 mandater |
| Dorthe Pia Hansen          | Socialdemokratiet - 11 mandater |
| Simon Tang                 | Socialdemokratiet - 11 mandater |
| Jytte Dideriksen           | Socialdemokratiet - 11 mandater |
| Henrik Mortensen           | Socialdemokratiet - 11 mandater |
| Per Albertsen              | Socialdemokratiet - 11 mandater |
| Kasper B. G. Lauritsen     | Socialdemokratiet - 11 mandater |
| Dennis Thiesen             | Socialdemokratiet - 11 mandater |
| Søren Frøstrup-Agger       | Socialdemokratiet - 11 mandater |
| Kenneth Tønning            | Venstre - 9 mandater            |
| Erling M. Pedersen         | Venstre - 9 mandater            |
| Per N. Mortensen           | Venstre - 9 mandater            |
| Jesper Hebsgaard           | Venstre - 9 mandater            |
| Bibi Mundbjerg             | Venstre - 9 mandater            |
| Leif Brøgger               | Venstre - 9 mandater            |
| Finn Thøgersen             | Venstre - 9 mandater            |
| Finn Orvad                 | Venstre - 9 mandater            |
| Jens Kristian Hedegaard    | Venstre - 9 mandater            |
| Torben Gudiksen            | Radikale Venstre - 2 mandater   |
| Lone Kjær Hein             | Radikale Venstre - 2 mandater   |
| Pernille Bloch             | Konservative - 2 mandater       |
| Karsten E. Olesen          | Konservative - 2 mandater       |
| Karsten Filsø              | SF - 2 mandater                 |
| Annette Dietz              | SF - 2 mandater                 |
| Søren Olesen               | Dansk Folkeparti - 1 mandat     |

### Byrådet 2018-2022
| Navn                       | Parti                           |
| -------------------------- | ------------------------------- |
| H. C. Østerby (Borgmester) | Socialdemokratiet - 12 mandater |
| Klaus Flæng                | Socialdemokratiet - 12 mandater |
| Lene Dybdal                | Socialdemokratiet - 12 mandater |
| Dorthe Pia Hansen          | Socialdemokratiet - 12 mandater |
| Svend Ørgaard              | Socialdemokratiet - 12 mandater |
| Per Albertsen              | Socialdemokratiet - 12 mandater |
| Jytte Dideriksen           | Socialdemokratiet - 12 mandater |
| Bodil Pedersen             | Socialdemokratiet - 12 mandater |
| Lars Stampe                | Socialdemokratiet - 12 mandater |
| Nils Ulrik Nielsen         | Socialdemokratiet - 12 mandater |
| Søren Frøstrup-Agger       | Socialdemokratiet - 12 mandater |
| Ole Andersen               | Socialdemokratiet - 12 mandater |
| Jens Kristian Hedegaard    | Venstre - 9 mandater            |
| Anders G. Jacobsen         | Venstre - 9 mandater            |
| Finn Orvad                 | Venstre - 9 mandater            |
| Kenneth Tønning            | Venstre - 9 mandater            |
| Torben Lindberg Strømgaard | Venstre - 9 mandater            |
| Aksel Gade                 | Venstre - 9 mandater            |
| Jesper Hebsgaard Pedersen  | Venstre - 9 mandater            |
| Finn Thøgersen             | Venstre - 9 mandater            |
| Bibi Mundbjerg             | Venstre - 9 mandater            |
| Torben Gudiksen            | Radikale Venstre - 2 mandater   |
| Rasmus Gamst Beltofte      | Radikale Venstre - 2 mandater   |
| Søren Olesen               | Dansk Folkeparti - 2 mandater   |
| Anita Støve                | Dansk Folkeparti - 2 mandater   |
| Karsten Filsø              | SF - 1 mandat                   |
| Pernille Bloch             | Konservative - 1 mandat         |

| Dato              | Udtrådt            | Indtrådt     | Parti   |
| ----------------- | ------------------ | ------------ | ------- |
| 8. september 2020 | Anders G. Jacobsen | Leif Brøgger | Venstre |

### Liste over borgmestre
| # | Periode   | Navn         | Parti              |
| - | --------- | ------------ | ------------------ |
| 1 | 2007-2009 | Arne Lægaard | Venstre            |
| 2 | 2010-     | H.C. Østerby | Socialdemokraterne |